# Лакавица (община Щип)
Вижте пояснителната страница за други значения на Лакавица.
Лакавица (на македонска литературна норма: Лакавица) е село в община Щип, Северна Македония.

## География
Селото е разположено в западното подножие на Плачковица на около 10 километра от град Щип.

## История
На 12 септември 2004 година митрополит Агатангел Брегалнишки поставя темелния камък на църквата „Св. св. Петър и Павел“.